# Mega Terra

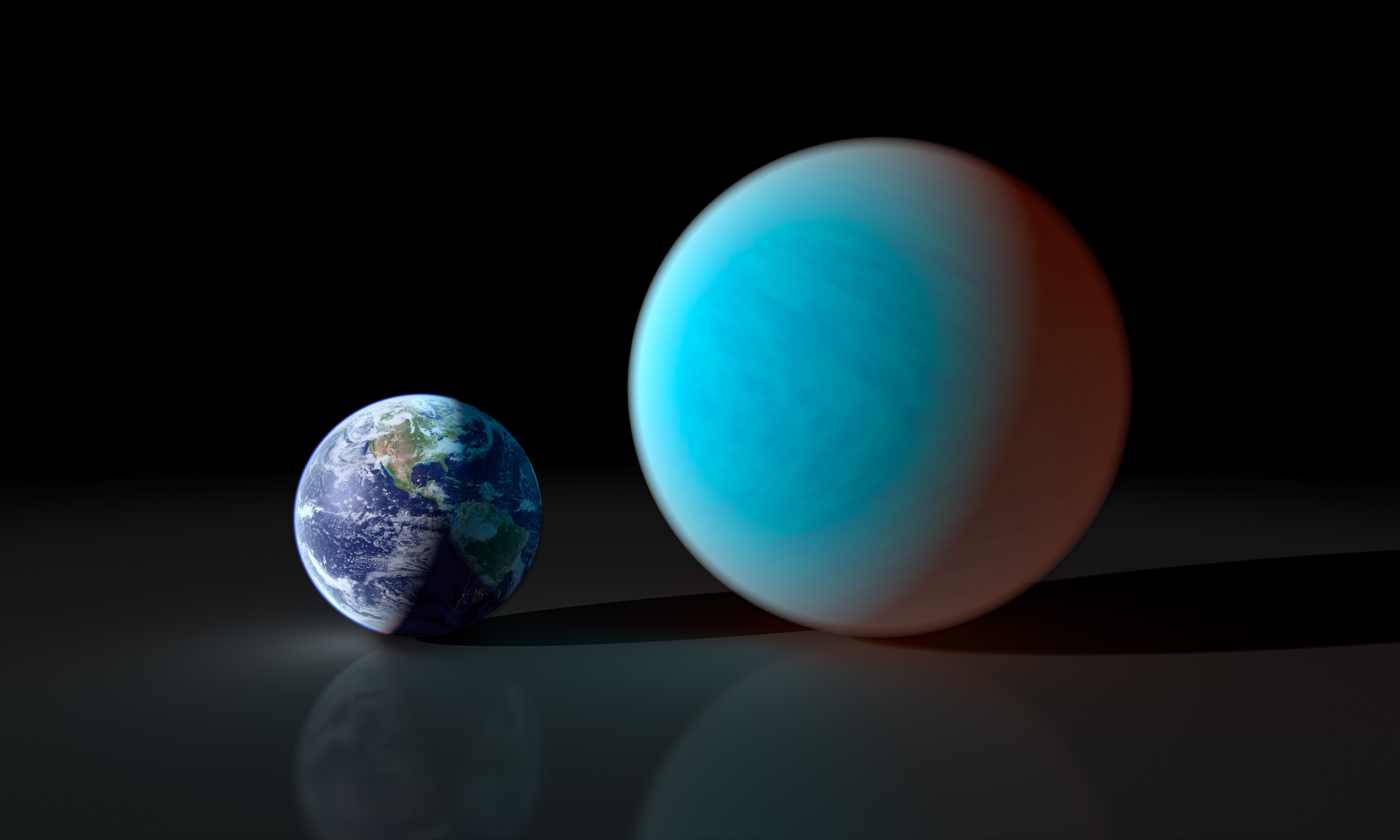
Impressió artística de 55 Cancri i, una possible megatierra, comparada amb la Terra

El terme megaterra ha estat proposat per denominar aquells planetes principalment sòlids la massa dels quals excedeix les 10 masses terrestres que delimiten a les superterres. Cap planeta del sistema solar compleix amb els requisits per ser considerat una supertierra o una megatierra, ja que el major cos tel·lúric és la pròpia Terra. D'aquesta manera, les condicions que poden presentar-se en aquesta classe d'exoplanetes s'infereixen de les dades recollides en les observacions fetes i són objecte de debat.

## Formació
Les hipòtesis actuals de formació planetària ofereixen diferents escenaris per al naixement de megaterres i de planetes de massa terrestre. Aquests últims, igual que les superterres, es desenvolupen fonamentalment per fenòmens d'acreció.
Els planetes gasosos poden tenir grans nuclis sòlids, com ocorre amb HD 149026 b, un planeta de la massa de Saturn el radi del qual representa 2/3 parts del d'aquest, per la qual cosa pot contenir un nucli de roca-gelo de 60 masses terrestres.
Les mesures efectuades sobre Kepler-52b, Kepler-52c i Kepler-57b indiquen una massa màxima d'entre 30-100 masses terrestres, encara que la seva massa real pot ser considerablement inferior. Amb un radi aproximat d'unes dues vegades el de la Terra, han de tenir densitats majors que planetes de ferro de la mateixa grandària. Orbiten molt prop dels seus estels, així que poden ser nuclis remantents (planetes ctònics) de gegants gasosos o nanes marrons que han perdut les seves capes de gas superficial.
És possible que puguin formar-se planetes sòlids amb milers de vegades la massa de la Terra al voltant d'estels massius (tipus B i O de la seqüència principal, amb entre 5 i 120 vegades la massa del Sol), on el disc protoplanetari tingui els suficients elements pesants. Aquests estels emeten grans quantitats de radiació ultraviolada i posseeixen fortes vents estel·lars, que poden fotoevaporar el gas del disc deixant només els elements més pesants. En comparació, la massa de Neptú equival a 17 masses terrestres, la de Júpiter a 318 i 13 masses jovianas equivalen, segons la UAI, a 4.000 M?.
La formació de planetes sòlids massius també pot donar-se en sistemes binaris composts per una nana blanca i una estrella de neutrons, quan la segona absorbeix material de la primera fins a convertir-la en un objecte de massa planetària, compost per un nucli cristal·litzat de carboni i oxigen. És possible que PSR J1719-1438 b sigui un planeta d'aquestes característiques.

## Descobriments

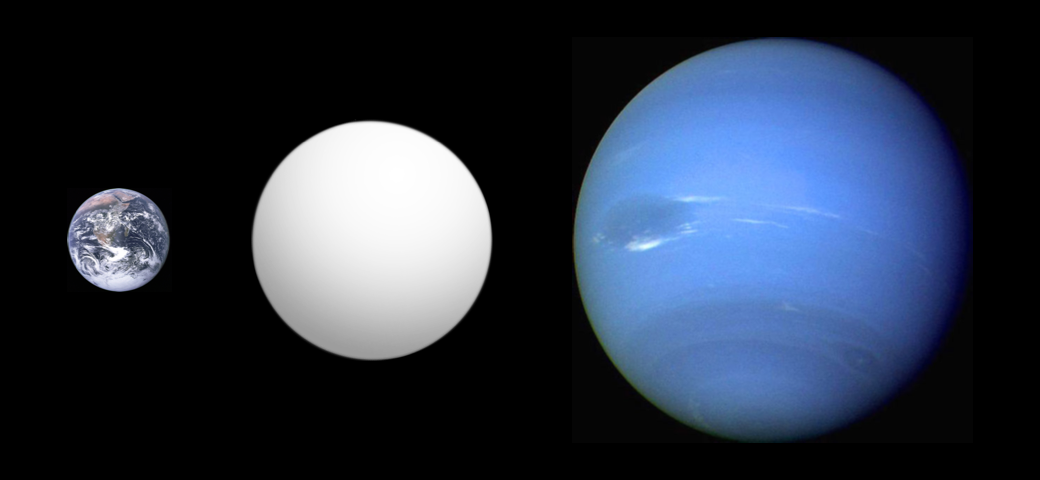
Comparació de la grandària de Kepler-10c amb la Terra i Neptú

L'any 2014, noves mesures del planeta Kepler-10c li van atorgar una massa aproximada a la de Neptú, amb una densitat major que la de la Terra. Aquestes dades van demostrar que possiblement es tracti d'un cos planetari compost principalment de roca amb un embolcall d'aigua sobre la seva superfície que suposi entre un 5-20% de la massa total del planeta (en comparació, els oceans de la Terra només representen un 0,02% del total de la massa planetària). Es creu que Kepler-131b podria presentar unes condicions similars, encara que la seva densitat no ha estat mesurada amb la mateixa precisió. Els següents exoplanetes sòlids coneguts amb major massa tenen la meitat que els anteriors, i són 55 Cancri e i Kepler-20b.